# ماكوتو يوشيموري
ماكوتو يوشيموري (吉森信 يوشيموري ماكوتو) هو ملحن وعازف بيانو ياباني ولد في محافظة هيروشيما.

## أعماله في الأنمي

### مسلسلات أنمي تلفزيونية
- كوي كازي (بالتعاون مع ماسانوري تاكومي)
- أكاديمية أليس
- باكانو!
- دورارارا!!
- دورارارا!! ×2 المقدمة
- دورارارا!! ×2 المنتصف
- دورارارا!! ×2 الخاتمة
- ناتسومي وكتاب الأصدقاء
- أميرة القناديل
- هاماتورا
- رد:_هاماتورا

### أفلام أنمي
- في غابة اليراعات المضيئة

## وصلات خارجية
- ماكوتو يوشيموري على موقع IMDb (الإنجليزية)
- ماكوتو يوشيموري على موقع ميوزك برينز (الإنجليزية)
- ماكوتو يوشيموري على موقع أول ميوزيك (الإنجليزية)
- ماكوتو يوشيموري على موقع ديسكوغز (الإنجليزية)
- ماكوتو يوشيموري على موقع قاعدة بيانات الفيلم (الإنجليزية)
- ماكوتو يوشيموري على موقع ANN person (الإنجليزية)

- صفحة IMDb